# Eivindvik
Eivindvik è un villaggio della Norvegia, situato nella municipalità di Gulen, nella contea di Vestland.